# サマンサ・ベッキンセイル
サマンサ・ベッキンセイル（Samantha Beckinsale、1966年7月23日 - ）は、イギリスの女優。

## 出演作品
- Katherine of Alexandria
- The Penalty King
- Marian, Again